# Chicago (franšíza)
Chicago (zvané též jako One Chicago) je americká mediální franšíza televizních seriálů, které vytvořili Michael Brandt, Derek Haas a Dick Wolf. Produkuje je společnost Wolf Entertainment a vysílá televizní stanice NBC. Seriály se zabývají různými veřejnými službami v Chicagu ve státu Illinois. Franšíza si udržela vysokou sledovanost v hlavním vysílacím čase, a to skoro sedm milionů diváků na každý ze seriálů Chicago Fire, Policie Chicago a Nemocnice Chicago Med.

## Přehled
Franšíza se zaměřuje na profesní i soukromé životy hasičů, policistů, zdravotníků a právních odborníků, kteří slouží městu Chicago. Opakujícím se tématem seriálů je Molly's, malý bar ve vlastnictví tří hasičů, jenž je navštěvován postavami ze všech čtyř seriálů. Dick Wolf prohlásil, že většina dílů franšízy bude končit scénou u Molly's, protože „je to skvělá poznámka na konci každého dílu, která spojuje všechny pořady“.

### Chicago Fire
Chicago Fire sleduje hasiče, zdravotníky a záchranáře z oddělení Chicago Fire Department Firehouse 51.

### Policie Chicago
Policie Chicago (v anglickém originále Chicago P.D.) sleduje strážníky a detektivy z oddělení Chicago Police Department's 21st District. Díl „Let Her Go“ seriálu Chicago Fire slouží jako backdoor pilot.

### Nemocnice Chicago Med
Nemocnice Chicago Med (v anglickém originále Chicago Med) sleduje lékaře a zdravotní sestry z nemocnice Gaffney Chicago Medical Center. Díl „I Am the Apocalypse“ seriálu Chicago Fire slouží jako backdoor pilot.

### Chicago Justice
Chicago Justice sleduje státní zástupce a vyšetřovatele v agentuře Cook County State’s Attorney's Office. Díl „Justice“ seriálu Policie Chicago slouží jako backdoor pilot. Seriál byl zrušen po jedné řadě.

## Seriály
| Původní název         | Řada           | Díly           | Datum vysílání v USA | Datum vysílání v USA | Showrunner                                            | Pořadí | Průměrný počet diváků (v mil.) |
| Původní název         | Řada           | Díly           | První díl            | Poslední díl         | Showrunner                                            | Pořadí | Průměrný počet diváků (v mil.) |
| --------------------- | -------------- | -------------- | -------------------- | -------------------- | ----------------------------------------------------- | ------ | ------------------------------ |
| Chicago Fire          | 1              | 24             | 10. října 2012       | 22. května 2013      | Matt Olmstead, Michael Brandt a Derek Haas            | 51     | 7,78                           |
| Chicago Fire          | 2              | 22             | 24. září 2013        | 13. května 2014      | Matt Olmstead, Michael Brandt a Derek Haas            | 31     | 9,70                           |
| Chicago Fire          | 3              | 23             | 23. září 2014        | 12. května 2015      | Matt Olmstead, Michael Brandt, Derek Haas a Dick Wolf | 47     | 9,65                           |
| Chicago Fire          | 4              | 23             | 13. října 2015       | 17. května 2016      | Matt Olmstead, Michael Brandt a Derek Haas            | 31     | 10,47                          |
| Chicago Fire          | 5              | 22             | 11. října 2016       | 16. května 2017      | Matt Olmstead, Michael Brandt a Derek Haas            | 26     | 9,92                           |
| Chicago Fire          | 6              | 23             | 28. září 2017        | 10. května 2018      | Derek Haas                                            | 29     | 9,67                           |
| Chicago Fire          | 7              | 22             | 26. září 2018        | 22. května 2019      | Derek Haas                                            | 14     | 11,37                          |
| Chicago Fire          | 8              | 20             | 25. září 2019        | 15. dubna 2020       | Derek Haas                                            | 8      | 11,70                          |
| Chicago Fire          | 9              | 16             | 11. listopadu 2020   | 26. května 2021      | Derek Haas                                            | 7      | 10,23                          |
| Chicago Fire          | 10             | 22             | 22. září 2021        | 25. května 2022      | Derek Haas a Andrea Newman                            | 7      | 9,81                           |
| Policie Chicago       | backdoor pilot | backdoor pilot | 15. května 2013      | 15. května 2013      | Matt Olmstead, Michael Brandt a Derek Haas            | —      | 6,90                           |
| Policie Chicago       | 1              | 15             | 8. ledna 2014        | 21. května 2014      | Matt Olmstead                                         | 50     | 8,03                           |
| Policie Chicago       | 2              | 23             | 24. září 2014        | 20. května 2015      | Matt Olmstead, Michael Brandt, Derek Haas a Dick Wolf | 51     | 8,74                           |
| Policie Chicago       | 3              | 23             | 30. září 2015        | 25. května 2016      | Matt Olmstead, Michael Brandt a Derek Haas            | 47     | 8,71                           |
| Policie Chicago       | 4              | 23             | 21. září 2016        | 17. května 2017      | Matt Olmstead, Michael Brandt a Derek Haas            | 36     | 8,48                           |
| Policie Chicago       | 5              | 22             | 27. září 2017        | 9. května 2018       | Richard Eid                                           | 24     | 10,32                          |
| Policie Chicago       | 6              | 22             | 26. září 2018        | 22. května 2019      | Richard Eid                                           | 18     | 11,18                          |
| Policie Chicago       | 7              | 20             | 25. září 2019        | 15. dubna 2020       | Richard Eid                                           | 11     | 11,23                          |
| Policie Chicago       | 8              | 16             | 11. listopadu 2020   | 26. května 2021      | Richard Eid                                           | 10     | 9,73                           |
| Policie Chicago       | 9              | 22             | 22. září 2021        | 25. května 2022      | Richard Eid (díly 1–4) a Gwen Sigan (díly 5–22)       | 13     | 9,15                           |
| Nemocnice Chicago Med | backdoor pilot | backdoor pilot | 7. dubna 2015        | 7. dubna 2015        | Matt Olmstead, Michael Brandt, Derek Haas a Dick Wolf | —      | 8,43                           |
| Nemocnice Chicago Med | 1              | 18             | 17. listopadu 2015   | 17. května 2016      | Andrew Dettmann, Andrew Schneider a Diane Frolov      | 37     | 9,83                           |
| Nemocnice Chicago Med | 2              | 23             | 22. září 2016        | 11. května 2017      | Andrew Schneider a Diane Frolov                       | 28     | 9,47                           |
| Nemocnice Chicago Med | 3              | 20             | 21. listopadu 2017   | 15. května 2018      | Andrew Schneider a Diane Frolov                       | 27     | 10,10                          |
| Nemocnice Chicago Med | 4              | 22             | 26. září 2019        | 22. května 2019      | Andrew Schneider a Diane Frolov                       | 15     | 11,04                          |
| Nemocnice Chicago Med | 5              | 20             | 25. září 2019        | 15. dubna 2020       | Andrew Schneider a Diane Frolov                       | 12     | 11,22                          |
| Nemocnice Chicago Med | 6              | 16             | 11. listopadu 2020   | 26. května 2021      | Andrew Schneider a Diane Frolov                       | 9      | 9,74                           |
| Nemocnice Chicago Med | 7              | 16             | 22. září 2021        | 25. května 2022      | Andrew Schneider a Diane Frolov                       | 11     | 9,11                           |
| Chicago Justice       | backdoor pilot | backdoor pilot | 11. května 2016      | 11. května 2016      | Matt Olmstead, Michael Brandt a Derek Haas            | —      | 6,75                           |
| Chicago Justice       | 1              | 13             | 1. března 2017       | 14. května 2017      | Michael Chernuchin                                    | 37     | 8,42                           |

## Hlavní obsazení
| Seriál                | Postava                   | Obsazení        | Obsazení        | Obsazení        | Obsazení        | Obsazení        | Obsazení        | Herec               | Období          |
| Seriál                | Postava                   | Franšíza        | Franšíza        | Franšíza        | Franšíza        | Zákon a pořádek | Zákon a pořádek | Herec               | Období          |
| Seriál                | Postava                   | Fire            | P.D.            | Med             | Justice         | SVU             | FBI             | Herec               | Období          |
| --------------------- | ------------------------- | --------------- | --------------- | --------------- | --------------- | --------------- | --------------- | ------------------- | --------------- |
| Chicago Fire          | Matthew Casey             | hlavní          | hostující       | hostující       | Does not appear | Does not appear | Does not appear | Jesse Spencer       | 2012–dosud      |
| Chicago Fire          | Kelly Severide            | hlavní          | hostující       | hostující       | hostující       | Does not appear | Does not appear | Taylor Kinney       | 2012–dosud      |
| Chicago Fire          | Gabriela Dawson           | hlavní          | vedlejší        | hostující       | Does not appear | Does not appear | Does not appear | Monica Raymund      | 2012–2018, 2019 |
| Chicago Fire          | Brian „Otis“ Zvonecek     | hlavní          | vedlejší        | hostující       | Does not appear | Does not appear | Does not appear | Yuri Sardarov       | 2012–2019       |
| Chicago Fire          | Wallace Boden             | hlavní          | vedlejší        | hostující       | hostující       | Does not appear | Does not appear | Eamonn Walker       | 2012–dosud      |
| Chicago Fire          | Randall „Mouch“ McHolland | hlavní          | vedlejší        | hostující       | Does not appear | Does not appear | Does not appear | Christian Stolte    | 2012–dosud      |
| Chicago Fire          | Joe Cruz                  | hlavní          | vedlejší        | hostující       | Does not appear | Does not appear | Does not appear | Joe Minoso          | 2012–dosud      |
| Chicago Fire          | Christopher Herrmann      | hlavní          | vedlejší        | vedlejší        | hostující       | Does not appear | Does not appear | David Eigenberg     | 2012–dosud      |
| Chicago Fire          | Peter Mills               | hlavní          | hostující       | Does not appear | Does not appear | Does not appear | Does not appear | Charlie Barnett     | 2012–2015       |
| Chicago Fire          | Leslie Shay               | hlavní          | hostující       | Does not appear | Does not appear | Does not appear | Does not appear | Lauren German       | 2012–2015       |
| Chicago Fire          | Hallie Thomas             | hlavní          | Does not appear | Does not appear | Does not appear | Does not appear | Does not appear | Teri Reeves         | 2012–2013       |
| Chicago Fire          | Sylvie Brett              | hlavní          | vedlejší        | vedlejší        | hostující       | Does not appear | Does not appear | Kara Killmer        | 2014–dosud      |
| Chicago Fire          | Jessica „Chili“ Chilton   | hlavní          | Does not appear | hostující       | Does not appear | Does not appear | Does not appear | Dora Madison        | 2015–2016       |
| Chicago Fire          | Jimmy Borelli             | hlavní          | hostující       | Does not appear | Does not appear | Does not appear | Does not appear | Steven R. McQueen   | 2015–2016       |
| Chicago Fire          | Stella Kidd               | hlavní          | Does not appear | hostující       | Does not appear | Does not appear | Does not appear | Miranda Rae Mayo    | 2016–dosud      |
| Chicago Fire          | Emily Foster              | hlavní          | hostující       | hostující       | Does not appear | Does not appear | Does not appear | Annie Ilonzeh       | 2018–2020       |
| Chicago Fire          | Darren Ritter             | hlavní          | hostující       | Does not appear | Does not appear | Does not appear | Does not appear | Daniel Kyri         | 2018–dosud      |
| Chicago Fire          | Blake Gallo               | hlavní          | hostující       | Does not appear | Does not appear | Does not appear | Does not appear | Alberto Rosende     | 2019–dosud      |
| Chicago Fire          | Violet Mikami             | hlavní          | Does not appear | hostující       | Does not appear | Does not appear | Does not appear | Hanako Greensmith   | 2020–dosud      |
| Chicago Fire          | Gianna Mackey             | hlavní          | Does not appear | Does not appear | Does not appear | Does not appear | Does not appear | Adriyan Rae         | 2020–2021       |
|                       |                           |                 |                 |                 |                 |                 |                 |                     |                 |
| Policie Chicago       | Henry „Hank“ Voight       | vedlejší        | hlavní          | hostující       | vedlejší        | vedlejší        | Does not appear | Jason Beghe         | 2012–dosud      |
| Policie Chicago       | Antonio Dawson            | vedlejší        | hlavní          | Does not appear | hlavní          | hostující       | Does not appear | Jon Seda            | 2012–2019       |
| Policie Chicago       | Erin Lindsay              | vedlejší        | hlavní          | hostující       | hostující       | vedlejší        | Does not appear | Sophia Bush         | 2013–2017       |
| Policie Chicago       | Jay Halstead              | vedlejší        | hlavní          | vedlejší        | Does not appear | hostující       | Does not appear | Jesse Lee Soffer    | 2013–dosud      |
| Policie Chicago       | Adam Ruzek                | vedlejší        | hlavní          | hostující       | Does not appear | Does not appear | Does not appear | Patrick Flueger     | 2014–dosud      |
| Policie Chicago       | Kim Burgess               | vedlejší        | hlavní          | hostující       | hostující       | hostující       | Does not appear | Marina Squerciati   | 2014–dosud      |
| Policie Chicago       | Alvin Olinsky             | hostující       | hlavní          | hostující       | hostující       | Does not appear | Does not appear | Elias Koteas        | 2014–2018       |
| Policie Chicago       | Kevin Atwater             | vedlejší        | hlavní          | hostující       | hostující       | Does not appear | Does not appear | LaRoyce Hawkins     | 2013–dosud      |
| Policie Chicago       | Trudy Platt               | vedlejší        | hlavní          | hostující       | hostující       | Does not appear | Does not appear | Amy Morton          | 2014–dosud      |
| Policie Chicago       | Hailey Upton              | hostující       | hlavní          | hostující       | Does not appear | Does not appear | hostující       | Tracy Spiridakos    | 2017–dosud      |
| Policie Chicago       | Vanessa Rojas             | hostující       | hlavní          | hostující       | Does not appear | Does not appear | Does not appear | Lisseth Chavez      | 2019–2020       |
| Policie Chicago       | Sean Roman                | vedlejší        | hlavní          | hostující       | Does not appear | hostující       | Does not appear | Brian Geraghty      | 2014–2016, 2020 |
| Policie Chicago       | Sheldon Jin               | Does not appear | hlavní          | Does not appear | Does not appear | Does not appear | Does not appear | Archie Kao          | 2014            |
|                       |                           |                 |                 |                 |                 |                 |                 |                     |                 |
| Nemocnice Chicago Med | Will Halstead             | vedlejší        | vedlejší        | hlavní          | Does not appear | Does not appear | Does not appear | Nick Gehlfuss       | 2015–dosud      |
| Nemocnice Chicago Med | April Sexton              | vedlejší        | hostující       | hlavní          | Does not appear | Does not appear | Does not appear | Yaya DaCosta        | 2015–2021       |
| Nemocnice Chicago Med | Natalie Manning           | hostující       | hostující       | hlavní          | Does not appear | Does not appear | Does not appear | Torrey DeVitto      | 2015–2021       |
| Nemocnice Chicago Med | Sarah Reese               | hostující       | hostující       | hlavní          | Does not appear | Does not appear | Does not appear | Rachel DiPillo      | 2015–2018       |
| Nemocnice Chicago Med | Connor Rhodes             | hostující       | hostující       | hlavní          | Does not appear | Does not appear | Does not appear | Colin Donnell       | 2015–2019       |
| Nemocnice Chicago Med | Ethan Choi                | vedlejší        | vedlejší        | hlavní          | Does not appear | Does not appear | Does not appear | Brian Tee           | 2015–dosud      |
| Nemocnice Chicago Med | Sharon Goodwin            | hostující       | hostující       | hlavní          | Does not appear | Does not appear | Does not appear | S. Epatha Merkerson | 2015–dosud      |
| Nemocnice Chicago Med | Daniel Charles            | hostující       | vedlejší        | hlavní          | hostující       | Does not appear | Does not appear | Oliver Platt        | 2015–dosud      |
| Nemocnice Chicago Med | Maggie Lockwood           | hostující       | hostující       | hlavní          | Does not appear | Does not appear | Does not appear | Marlyne Barrett     | 2015–dosud      |
| Nemocnice Chicago Med | Ava Bekker                | hostující       | Does not appear | hlavní          | Does not appear | Does not appear | Does not appear | Norma Kuhling       | 2017–2019       |
| Nemocnice Chicago Med | Crockett Marcel           | hostující       | hostující       | hlavní          | Does not appear | Does not appear | Does not appear | Dominic Rains       | 2019–dosud      |
|                       |                           |                 |                 |                 |                 |                 |                 |                     |                 |
| Chicago Justice       | Peter Stone               | Does not appear | hostující       | hostující       | hlavní          | hlavní          | Does not appear | Philip Winchester   | 2016–2019       |
| Chicago Justice       | Antonio Dawson            | vedlejší        | hlavní          | Does not appear | hlavní          | hostující       | Does not appear | Jon Seda            | 2012–2019       |
| Chicago Justice       | Laura Nagel               | Does not appear | hostující       | Does not appear | hlavní          | Does not appear | Does not appear | Joelle Carter       | 2016–2017       |
| Chicago Justice       | Anna Valdez               | Does not appear | hostující       | Does not appear | hlavní          | Does not appear | Does not appear | Monica Barbaro      | 2016–2017       |
| Chicago Justice       | Mark Jefferies            | hostující       | hostující       | Does not appear | hlavní          | hostující       | Does not appear | Carl Weathers       | 2016–dosud      |

## Crossovery
Následující tabulka zahrnuje všechny crossovery a backdoor piloty seriálů franšízy.
| Crossover                                 | Crossover                                 | Crossover                                 | Název dílu | Herci objevující se mimo jejich seriály | Datum vydání                          | Typ                 |
| Seriál A                                  | Seriál B                                  | Seriál C                                  | Název dílu | Herci objevující se mimo jejich seriály | Datum vydání                          | Typ                 |
| ----------------------------------------- | ----------------------------------------- | ----------------------------------------- | --- | --- | ------------------------------------- | ------------------- |
| Chicago Fire                              | Policie Chicago                           | —                                         | "Let Her Go" (Chicago Fire S01E23) | Seriál A: Jason Beghe, Jon Seda, LaRoyce Hawkins | 15. května 2013                       | backdoor pilot      |
| Zákon a pořádek: Útvar pro zvláštní oběti | Policie Chicago                           | —                                         | "Comic Perversion" (Zákon a pořádek: Útvar pro zvláštní oběti S15E15) "Conventions" (Policie Chicago S01E06)                                                                    | Seriál A: Sophia Bush Seriál B: Ice T, Kelli Giddish, David Eigenberg | 26. února 2014                        | dvoudílný crossover |
| Chicago Fire                              | Policie Chicago                           | —                                         | "A Dark Day" (Chicago Fire S02E20) "8:30 PM" (Policie Chicago S01E12) | Seriál A: Jason Beghe, Jon Seda, Sophia Bush, Jesse Lee Soffer, Marina Squerciati, LaRoyce Hawkins Seriál B: Jesse Spencer, Taylor Kinney, Eamonn Walker, Lauren German, Charlie Barnett, Joe Minoso | 29. dubna 2014 30. dubna 2014         | dvoudílný crossover |
| Chicago Fire                              | Zákon a pořádek: Útvar pro zvláštní oběti | Policie Chicago                           | "Nobody Touches Anything" (Chicago Fire S03E07) "Chicago Crossover" (Zákon a pořádek: Útvar pro zvláštní oběti S16E07) "They'll Have to Go Through Me" (Policie Chicago S02E07) | Seriál A: Jason Beghe, Sophia Bush, Kelli Giddish Seriál B: Jason Beghe, Sophia Bush, Jesse Lee Soffer Seriál C: Danny Pino, Kelli Giddish, Mariska Hargitay | 11. listopadu 2014 12. listopadu 2014 | trojdílný crossover |
| Chicago Fire                              | Policie Chicago                           | —                                         | "Three Bells" (Chicago Fire S03E13) "A Little Devil Complex" (Policie Chicago S02E13)                                                                                           | Seriál A: Marina Squerciati, Brian Geraghty, Jon Seda Seriál B: Monica Raymund, Charlie Barnett, Eamonn Walker | 3. února 2015 4. února 2015           | dvoudílný crossover |
| Chicago Fire                              | Nemocnice Chicago Med                     | —                                         | "I Am The Apocalypse " (Chicago Fire S03E19) | Seriál A: Nick Gehlfuss, Yaya DaCosta, Oliver Platt, S. Epatha Merkerson, Jon Seda, Jesse Lee Soffer, Patrick Flueger | 7. dubna 2015                         | backdoor pilot      |
| Chicago Fire                              | Policie Chicago                           | Zákon a pořádek: Útvar pro zvláštní oběti | "We Called Her Jellybean" (Chicago Fire S03E21) "The Number of Rats" (Policie Chicago S02E20) "Daydream Believer" (Zákon a pořádek: Útvar pro zvláštní oběti S16E20)            | Seriál A: Mariska Hargitay, Jason Beghe, Jon Seda, Tamara Tunie Seriál B: Mariska Hargitay, Danny Pino, Ice-T, Peter Scanavino, Jesse Spencer, Eamonn Walker Seriál C: Jason Beghe, Sophia Bush, Jesse Lee Soffer, Marina Squerciati, Brian Geraghty, Stella Maeve | 28. dubna 2015 29. dubna 2015         | trojdílný crossover |
| Chicago Fire                              | Nemocnice Chicago Med                     | Policie Chicago                           | "The Beating Heart" (Chicago Fire S04E10) "Malignant" (Nemocnice Chicago Med S01E05) "Now I'm God" (Policie Chicago S03E10)                                                     | Seriál A: Brian Tee, Nick Gehlfuss, Amy Morton, Patrick Flueger, Marina Squerciati, Colin Donnell, Yaya DaCosta Seriál B: Jesse Spencer, Taylor Kinney, Monica Raymund, Kara Killmer, Dora Madison, David Eigenberg, Joe Minoso, Christian Stolte, Eamonn Walker, Jesse Lee Soffer, Sophia Bush Seriál C: Torrey DeVitto, Oliver Platt | 5. ledna 2016 6. ledna 2016           | trojdílný crossover |
| Zákon a pořádek: Útvar pro zvláštní oběti | Policie Chicago                           | —                                         | "Nationwide Manhunt" (Zákon a pořádek: Útvar pro zvláštní oběti S17E14) "The Song of Gregory William Yates" (Policie Chicago S03E14)                                            | Seriál A: Jason Beghe, Sophia Bush, Jon Seda Seriál B: Mariska Hargitay, Ice-T, Eamonn Walker, Brian Tee | 10. února 2016                        | trojdílný crossover |
| Policie Chicago                           | Chicago Justice                           | —                                         | "Justice" (Chicago PD S03E21) | Seriál A: Philip Winchester, Joelle Carter, Carl Weathers, Taylor Kinney, Joe Minoso, Steven R. McQueen, Kara Killmer, Colin Donnell, Brian Tee, Marlyne Barrett | 11. května 2016                       | backdoor pilot      |
| Chicago Fire                              | Policie Chicago                           | —                                         | "Some Make It, Some Don't" (Chicago Fire S05E09) "Don't Bury This Case" (Policie Chicago S04E09)                                                                                | Seriál A: Jason Beghe, Sophia Bush, Amy Morton, Marlyne Barrett Seriál B: Taylor Kinney, Jesse Spencer, Christian Stolte | 3. ledna 2017                         | dvoudílný crossover |
| Chicago Fire                              | Policie Chicago                           | Chicago Justice                           | "Deathtrap" (Chicago Fire S05E15) "Emotional Proximity" (Policie Chicago S04E16) "Fake" (Chicago Justice S01E01)                                                                | Seriál A: S. Epatha Merkerson, Oliver Platt, Marlyne Barrett, Yaya DaCosta, Brian Tee, Nick Gehlfuss, Torrey DeVitto, Jason Beghe, Sophia Bush, Marina Squerciati, Elias Koteas, Carl Weathers Seriál B: Philip Winchester, Jon Seda, Taylor Kinney, Eamonn Walker, Nick Gehlfuss, Torrey DeVitto, Kara Killmer, Brian Tee Seriál C: Elias Koteas, Jason Beghe, Taylor Kinney | 1. března 2017                        | trojdílný crossover |
| Chicago Justice                           | Zákon a pořádek                           | Policie Chicago                           | „Uncertainty Principle“ (Chicago Justice S01E02) | V seriálu A: Richard Brooks, Jason Beghe, Marina Squerciati, LaRoyce Hawkins a Amy Morton | 5. března 2017                        | vystoupení hosta    |
| Zákon a pořádek: Útvar pro zvláštní oběti | Chicago Justice                           | Zákon a pořádek                           | „The Undiscovered Country“ (Zákon a pořádek: Útvar pro zvláštní oběti S19E13)                                                                                                   | V seriálu A: Philip Winchester a Sam Waterston | 7. února 2018                         | vystoupení hosta    |
| Policie Chicago                           | Chicago Fire                              | —                                         | „Profiles“ (Policie Chicago S05E16) „Hiding Not Seeking“ (Chicago Fire S06E13)                                                                                                  | V seriálu A: Jesse Spencer, Taylor Kinney, Monica Raymund, Kara Killmer, David Eigenberg, Joe Minoso, Christian Stolte a Eamonn Walker V seriálu B: Jason Beghe, Jon Seda, Amy Morton, Patrick John Flueger, Jesse Lee Soffer, Tracy Spiridakos, Marina Squerciati a LaRoyce Hawkins | 7. března 2018 8. března 2018         | dvoudílný crossover |
| Chicago Fire                              | Nemocnice Chicago Med                     | Policie Chicago                           | „Going to War“ (Chicago Fire S07E02) „When to Let Go“ (Nemocnice Chicago Med S04E02) „Endings“ (Policie Chicago S06E02)                                                         | V seriálu A: Nick Gehlfuss, Torrey DeVitto, Brian Tee, Jesse Lee Soffer a S. Epatha Merkerson V seriálu B: Jesse Spencer, Taylor Kinney, Kara Killmer, David Eigenberg, Yuri Sardarov, Joe Minoso, Christian Stolte, Miranda Rae Mayo a Jesse Lee Soffer V seriálu C: Taylor Kinney, Nick Gehlfuss, Brian Tee, Eamonn Walker, S. Epatha Merkerson a Annie Ilonzeh | 3. října 2018                         | trojdílný crossover |
| Zákon a pořádek: Útvar pro zvláštní oběti | Chicago Justice                           | —                                         | „Zero Tolerance“ (Zákon a pořádek: Útvar pro zvláštní oběti S20E03) | V seriálu A: Carl Weathers | 4. října 2018                         | vystoupení hosta    |
| Chicago Fire                              | Policie Chicago                           | —                                         | „What I Saw“ (Chicago Fire S07E15) „Good Men“ (Policie Chicago S06E15) | V seriálu A: Jesse Lee Soffer, Tracy Spiridakos a Jason Beghe V seriálu B: Jesse Spencer, Taylor Kinney, Kara Killmer, David Eigenberg, Joe Minoso, Annie Ilonzeh a Eamonn Walker | 20. února 2019                        | dvoudílný crossover |
| Chicago Fire                              | Nemocnice Chicago Med                     | Policie Chicago                           | „Infection: Part I“ (Chicago Fire S08E04) „Infection: Part II“ (Nemocnice Chicago Med S05E04) „Infection: Part III“ (Policie Chicago S07E04)                                    | V seriálu A: Jason Beghe, Jesse Lee Soffer, Tracy Spiridakos, Patrick John Flueger, Marina Squerciati, LaRoyce Hawkins, Lisseth Chavez, Nick Gehlfuss, Yaya DaCosta, Torrey DeVitto, Dominic Rains, Marlyne Barrett a S. Epatha Merkerson V seriálu B: Jesse Spencer, Taylor Kinney, Kara Killmer, David Eigenberg, Annie Ilonzeh, Eamonn Walker, Jesse Lee Soffer, Tracy Spiridakos, Patrick John Flueger, Marina Squerciati, LaRoyce Hawkins, Lisseth Chavez, Amy Morton a Jason Beghe V seriálu C: Jesse Spencer, Taylor Kinney, Kara Killmer, David Eigenberg, Joe Minoso, Christian Stolte, Miranda Rae Mayo, Annie Ilonzeh, Eamonn Walker, Nick Gehlfuss, Yaya DaCosta, Torrey DeVitto, Dominic Rains a S. Epatha Merkerson | 16. října 2019                        | trojdílný crossover |
| Chicago Fire                              | Policie Chicago                           | —                                         | „Off the Grid“ (Chicago Fire S08E015) „Burden of Truth“ (Policie Chicago S07E015)                                                                                               | V seriálu A: Jason Beghe, Marina Squerciati, Patrick John Flueger, LaRoyce Hawkins a Brian Geraghty V seriálu B: Taylor Kinney, Kara Killmer, Christian Stolte, Annie Ilonzeh a Eamonn Walker | 26. února 2020                        | dvoudílný crossover |
| FBI                                       | Policie Chicago                           | —                                         | „Emotional Rescue“ (FBI S02E019) | V seriálu A: Tracy Spiridakos | 31. března 2020                       | vystoupení hosta    |